# Budapest Ferihegy
Budapest Ferihegy Lufthavn er en lufthavn beliggende godt 15 min. kørsel fra Budapest Øst. Lufthavnen er den største i Ungarn og større end lufthavnene i både Bratislava og Wien.